# Взятие Ани (1124)
Освобождение Ани́ — состоялось в 1124 году, один из самых памятных сражений в истории Армении и Грузии. Грузинская армия под командованием Давида IV Строителя освободила древнюю столицу Армении, город Ани, от турок-сельджуков.

## Предыстория

Армянское царство Багратидов (Багратуни), или Анийское царство

Армянское царство Багратидов пало под ударами византийской армии под командованием Михаила Иасита с одной стороны, и мусульманской армии под командованием эмира Абул-Севара, с другой. В 1045 году византийский император Константин IX Мономах заманил к себе в Константинополь армянского царя Гагика II и бросил его в темницу, после чего присоединил его Анийское царство к Византийской империи.
Во время следующих набегов, в 1065 году, сельджукская армия сожгла армянскую столицу Ани́, вырезав всё население, включая детей, женщин и стариков.